# Cajamar Caja Rural
Cajamar Caja Rural es la entidad financiera resultante de la fusión de cajas rurales de Andalucía Oriental (Almería y Málaga en 2000), Murcia (Campo de Cartagena en 1989), Madrid (Grumeco en 2000), Castilla y León (Caja Rural del Duero en 2007), Baleares (Caja Rural de Baleares en 2010), Comunidad Valenciana (CajaCampo en 2011, Caja Rural Castellón, Ruralcaja "Caixes Rurals del Mediterrani" en 2012, Crèdit València y Caja Rural Casinos en 2013) y Canarias (Caja Rural de Canarias en 2013) y Caixa Albalat (2018).
El Grupo Cajamar es hoy en día una filial del Banco de Crédito Cooperativo, quien posee sus activos y asume la dirección y representación del mismo.

## Órganos sociales
Los órganos sociales de Cajamar Caja Rural son la Asamblea General y el Consejo Rector. Desde abril de 2016, el presidente de Cajamar Caja Rural es Eduardo Baamonde Noche. 
Presidentes en la historia de Cajamar Caja Rural:
- Jesús Durbán Remón, 1966-1973.
- Jesús Espinosa Godoy, 1973-1987.
- Miguel Quesada Belmonte, 1987-1992.
- Juan del Águila Molina, 1992-2006.
- Antonio Pérez Lao, 2006-2012
- Juan de la Cruz Cárdenas Rodríguez, 2012-2016.
- Eduardo Baamonde Noche, desde abril de 2016.[2]

La entidad tiene sedes institucionales en Madrid, Barcelona, Valencia, Málaga, Murcia, Palma de Mallorca, Las Palmas de Gran Canaria, Castellón, Valladolid y Almería.

## Grupo Cajamar

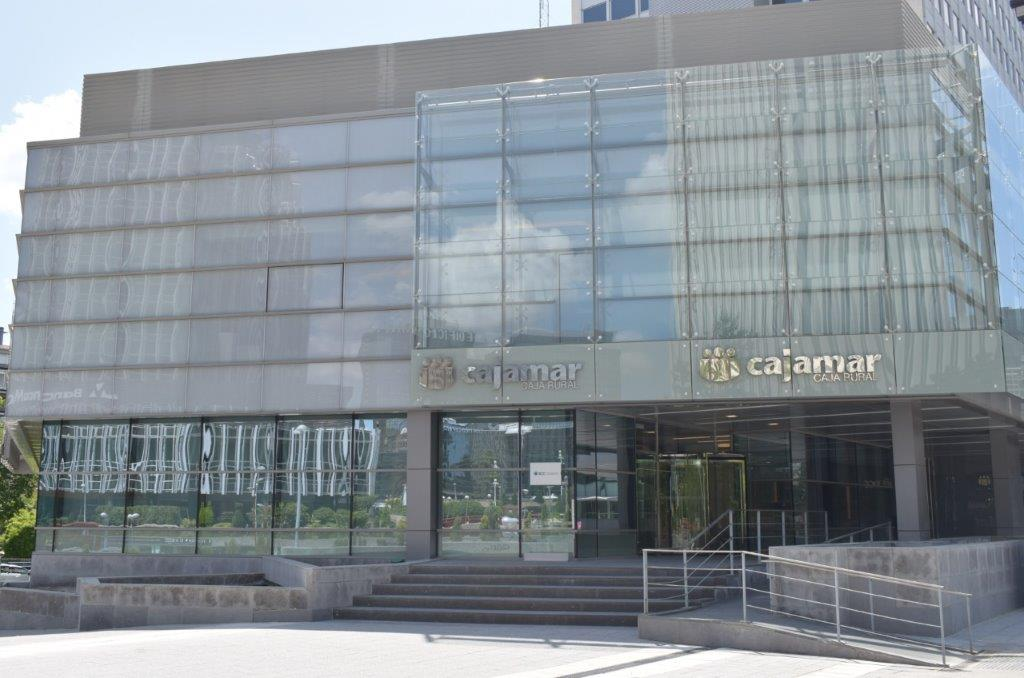
Sede de Cajamar y del Banco de Crédito Cooperativo (BCC) en el Paseo de la Castellana, en Madrid, España.

El Grupo Cajamar es un grupo consolidado de entidades de crédito que en diciembre de 2009 fue autorizado y calificado como sistema institucional de protección (SIP) por el Banco de España.  Actualmente  está presente en todas las comunidades y cuenta con 5.200 empleados, más de 3,8 millones de clientes y un total de 1000 oficinas y ventanillas rurales, de las que 7 son unidades bancarias móviles itinerantes que dan servicio a poblaciones con menos de 1.500 habitantes: Banco de Crédito Social Cooperativo (entidad cabecera), Cajamar Caja Rural, Caixa Rural Torrent, Caixa Rural de Vila-real, Caixaltea, Caixa Rural Burriana, Caixa Rural Nules, Caixacallosa, Caixapetrer, Caixaalqueries, Caixa Rural San Vicent Ferrer de Vall d'Uixó, Caja Rural de Cheste, Caixa Rural d'Alginet, Caja Rural de Villar, Caixa Turís, Caixa Rural Vilavella, Caixa Rural de Almenara, Caixa Rural Vilafamés y Caixa Rural Xilxes.
A fecha de 2025, el Grupo Cajamar Caja Rural cuenta con más de 3,8 millones de clientes, de los cuales son socios 1.6 millones, 1000 oficinas y ventanillas rurales, de las que 7 son unidades bancarias móviles itinerantes que dan servicio a poblaciones con menos de 1.500 habitantes, y 5200 empleados. Cuenta con un beneficio neto de 326 millones de euros en 2025.

## Otras empresas del grupo

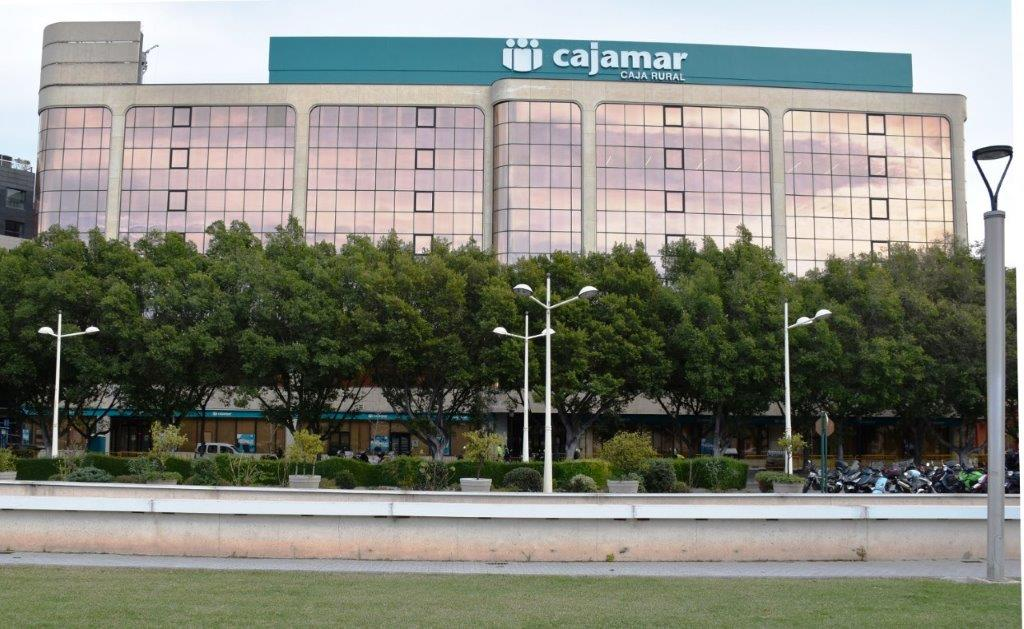
Edificio Cajamar en el Paseo de la Alameda en Valencia, España.

- Cajamar Vida, S.A. de Seguros y Reaseguros.
- Cajamar Seguros Generales, S.A. de Seguros y Reaseguros.
- Cimenta2 Gestión e Inversiones.
- Fundación Cajamar
- Plataforma Tierra